# Petrovice (Slovacchia)
Petrovice (in ungherese Trencsénpéteri) è un comune della Slovacchia facente parte del distretto di Bytča, nella regione di Žilina.